# میرتا استرلینگ
میرتا استرلینگ (انگلیسی: Merta Sterling؛ ‏ ۱۳ ژوئن ۱۸۸۳ – ۱۴ مارس ۱۹۴۴) بازیگر اهل ایالات متحده آمریکا بود.
از فیلم‌هایی که وی در آن نقش داشته‌است، می‌توان به عشق پولی، همه‌فن‌حریف، سلطان آشپزخانه، لوک تنها، وکیل مدافع و ماسه‌های سوزان اشاره کرد.